# Marcela Monteiro
Marcela Monteiro da Costa (Rio de Janeiro, 7 de março de 1986) é uma jornalista, atriz, bailarina e apresentadora brasileira. Começou na TV como "Soldadinha da Xuxa", no Xuxa Park (TV Globo), aos 13 anos. Formou-se como atriz e ficou em cartaz com diferentes peças pelo país. Jornalista formada pela PUC-Rio teve o seu primeiro contrato como apresentadora assinado pelo Boni. Apresentou o "Vanguarda Mix" na Rede Vanguarda e, depois de 2 anos, foi convidada para fazer reportagens no Mais Você (TV Globo). Em 2013 entrou para o grupo de apresentadores do Vídeo Show. Ficou até o último programa sendo considerada uma das repórteres mais versáteis da história do produto. Implementou os links no É de Casa. Fez curso em Los Angeles, na New York Film Academy. Gravou e dirigiu nos Estúdios de Hollywood. Carimbou a sua passagem pelo Hard News entrando ao vivo em todos os jornais da CNN Brasil. Em 2024 estreou no streaming com o programa De repente 30+  falando sobre questões importantes do universo feminino para mulheres nessa faixa etária. Em 2025 ampliou o seu espaço no mercado assumindo uma nova função: Diretora Executiva da TV Max Rio.

## Carreira
Começou a fazer aulas de ballet clássico com apenas 4 anos. Também fez jazz e contemporâneo. Fez aulas na escola de dança Maria Olenewa e se formou na Escola de dança Petite Danse.
Em 1999 foi convidada para trabalhar no programa Xuxa Park, da Rede Globo. Fazia parte do grupo das Soldadinhas da Xuxa, função que desempenhou até o término do programa em 2001. Fez diversos cursos de teatro e tv com grandes profissionais da área como Márcio Augusto, Cininha de Paula, Amilton Amaral, Flávio Colatrello Jr. Ao todo, ficou em cartaz com nove peças infantis e uma adulta.
Em  2007 e 2008 protagonizou "O Casamento de Dona Baratinha", em cartaz no Teatro dos Grandes Atores (Barra da Tijuca), Teatro Miguel Falabella (Norteshopping) e Teatro Clara Nunes (Shopping da Gávea). Em 22 de março de 2007 o Jornal "O Globo", na parte Zona Sul, fez uma matéria sobre a peça com o título "Sucesso que atravessa gerações".
Destaque, também, para Rapunzel. Nessa montagem, teve o prazer que atuar em uma adaptação do escritor Walcyr Carrasco. O autor tem novelas de sucesso, livros incríveis e também peças de teatro.
Formada como jornalista pela PUC-Rio buscou também uma oportunidade na Rede Vanguarda. Foi chamada para uma entrevista com Carlos Alberto Vizeu que logo viu o seu potencial e a encaminhou para uma conversa com o Boni. Depois de alguns minutos, Boni falou sobre um programa de entretenimento que estava precisando de um apresentadora e a convidou para um teste. Marcela viajou para São José dos Campos (interior de SP), fez o teste e passou. De 2010 a 2012 apresentou o "Vanguarda Mix", na Rede Vanguarda, afiliada da Rede Globo. O programa de entretenimento abordava desde moda, música e esportes até importantes acontecimentos da atualidade. O objetivo era passar informação de maneira inteligente.

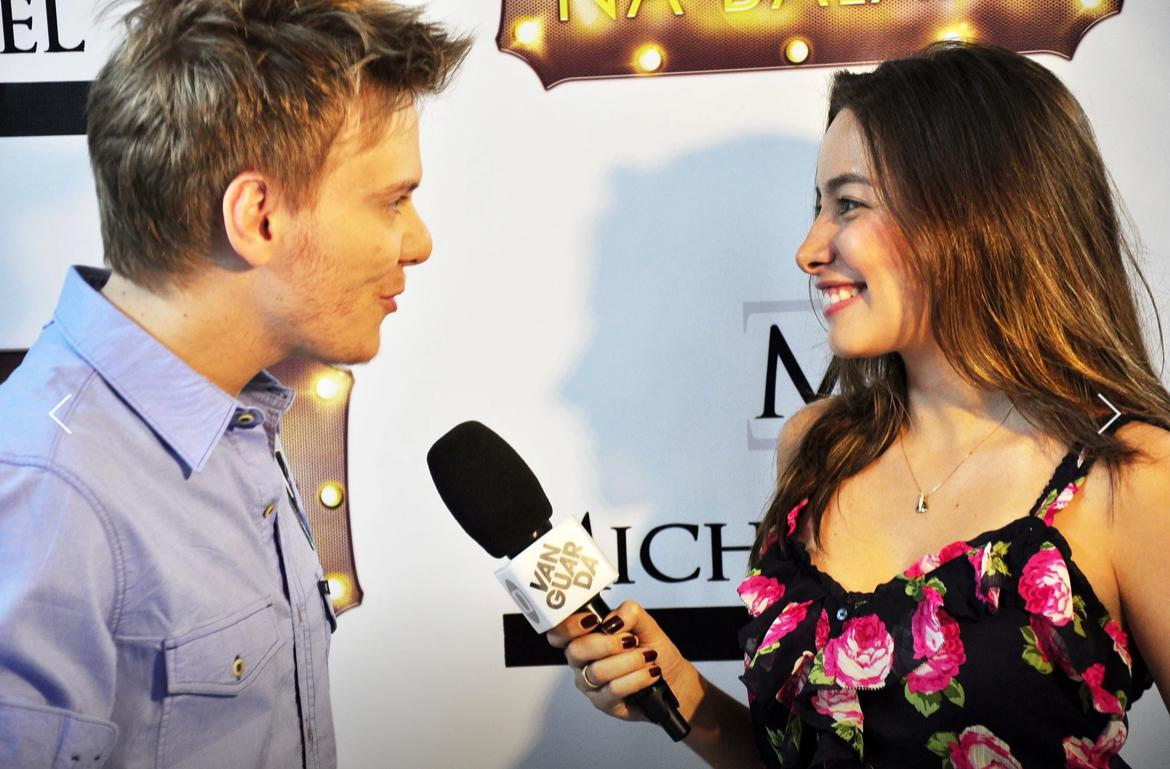
Marcela Monteiro entrevistando o cantor Michel Teló para o programa Vanguarda Mix em 2010

Em 2012 Marcela foi cobrir férias de uma repórter no Mais Você, da Rede Globo, e agradou não só o publico como a cúpula da emissora. Ana Maria Braga chegou a brincar no ar que iria ''roubar'' a repórter. Assim, Marcela acabou ficando mais tempo do que o previsto e entrando no time do programa.
Em 2013, foi convidada para o quadro de apresentadores do Vídeo Show, onde se manteve até o fim do programa em 2019. No mesmo ano foi remanejada para o É de Casa implementando os links no produto.
Em 2020 Marcela foi para CNN Brasil. A comunicadora fez entradas ao vivo em todos os jornais da casa falando sobre os mais diversos assuntos como economia, política, saúde...Em 03 de fevereiro de 2022, Marcela deixou o canal de notícias depois de se envolver em uma polêmica relativa ao transporte, uma vez que ela se recusou a voltar sozinha de ônibus de uma viagem a trabalho ainda em meio a preocupações e restrições geradas pela pandemia da Covid-19.
Em 2024, a apresentadora estreou o programa ''De repente 30+''  que aborda questões relevantes do universo feminino. Marcela recebe personalidades que compartilham suas experiências sobre temas como maternidade, independência financeira, autoestima, saúde física e metal (entre outros). 
A primeira temporada do programa contou com nomes como Sophia Abrahao , Aline Dias, Lua Blanco, Juliana Didone, Lyv Ziese,  Carol Macedo, Thaissa Carvalho,Talita Younan, Malu Falangola, Patricia Elizardo, Mariana Xavier, Karina Dohme, Noemia Oliveira, Bruna Spínola, Yasmim Gomlevsky, Chris Taveira, Jessika Alves, Kizi Vaz, Lorena Comparato, Angela Luz, Mariana Santos, Bella Piero, Lary. 
O acesso que a jornalista tem entre as maiores personalidades do país contribuiu para o sucesso do projeto. Conhecida por deixar seus entrevistados a vontade e garantir exclusivas de qualidade, Marcela conseguiu que artistas conhecidas do grande público falassem pela primeira vez sobre assuntos importantes.  A produção agradou tanto que teve episódios extras com especiais no Rio Grande do Sul e nas Olimpíadas de Paris . A segunda temporada foi confirmada para 2025.

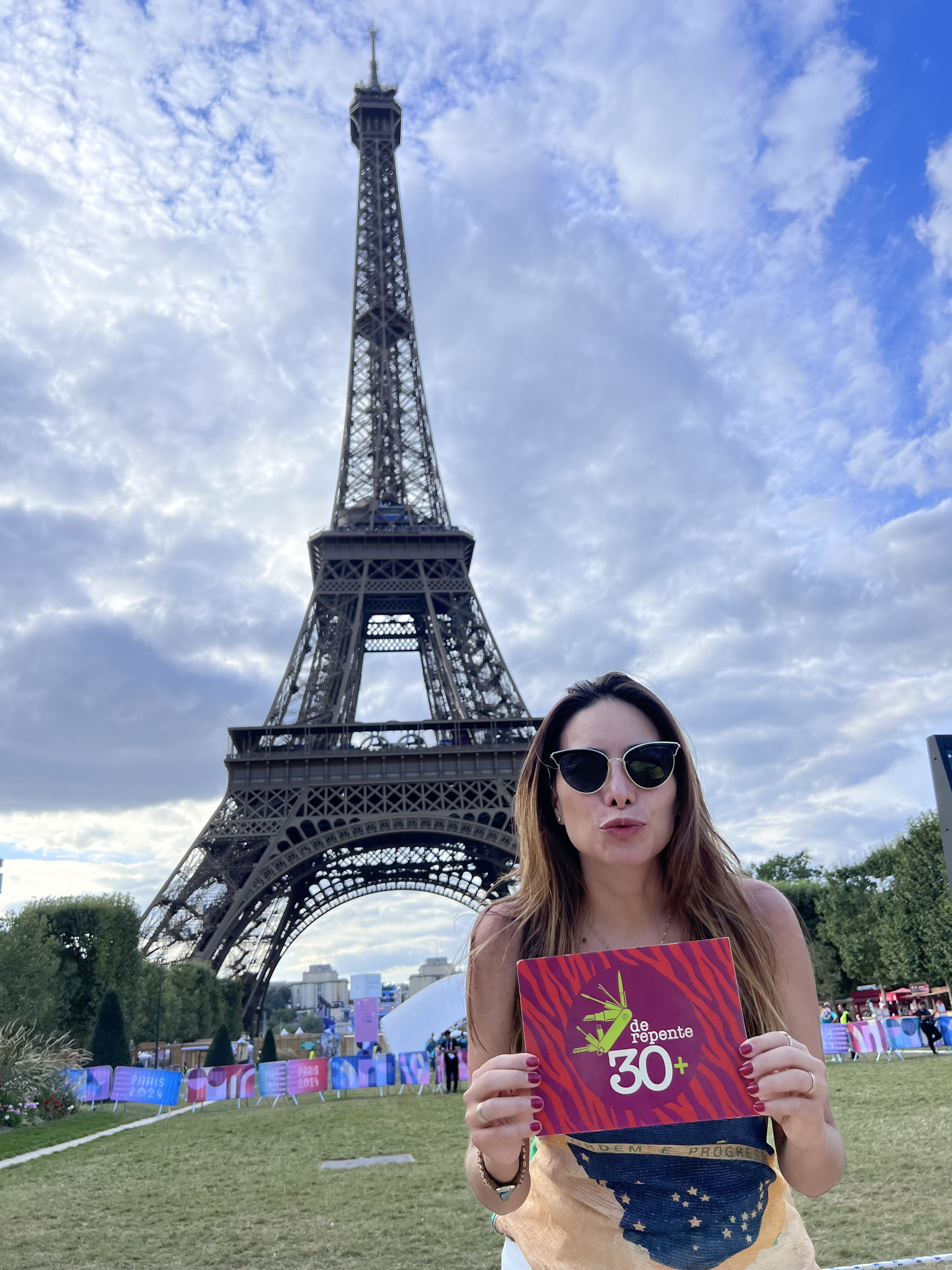
Marcela Monteiro gravando nas Olimpíadas de Paris

## Filmografia

### Televisão
| Ano         | Título                     | Papel              |
| ----------- | -------------------------- | ------------------ |
| 1999-2001   | Xuxa Park                  | Soldadinha da Xuxa |
| 2002        | Programa do clube do balão | Apresentadora      |
| 2006        | Malhação                   | Estudante          |
| 2006        | Linha Direta               | Prima de Sidney    |
| 2006/2007   | O Profeta                  | Dóris              |
| 2007        | Sete Pecados               | Vendedora          |
| 2008        | Malhação                   | Paquera de Tony    |
| 2010 - 2012 | Vanguarda Mix              | Apresentadora      |
| 2013        | Mais Você                  | Repórter           |
| 2013 - 2019 | Vídeo Show                 | Repórter           |
| 2019 - 2020 | É De Casa                  | Repórter           |
| 2020-2022   | CNN Brasil                 | Repórter           |
| 2024-2025   | De repente 30+             | Apresentadora      |

## Teatro
| Ano       | Título                                  | Papel                            |
| --------- | --------------------------------------- | -------------------------------- |
| 2003      | "O mágico de Oz"                        | Munchkcins                       |
| 2003      | "A menina noite e o leiteiro"           | Menina noite                     |
| 2004      | "A bela dorminhoca"                     | Anastásia                        |
| 2005      | "O rei Leão II"                         | Nala                             |
| 2006      | "Cinderela"                             | Pretendente                      |
| 2007      | "Os sete pecados capitais"              | Gula                             |
| 2007-2008 | "O casamento de Dona Baratinha          | Dona Baratinha                   |
| 2008      | "Uma professora muito maluquinha"       | de Ziraldo Professora maluquinha |
| 2008      | "Rapunzel" adaptação de Walcyr Carrasco | Rapunzel                         |